# 素他西尼·沙卫塔布
素他西尼·沙卫塔布（1994年12月9日—），泰国女子乒乓球运动员，2023年东南亚运动会女子双打和女子团体金牌得主、女子单打银牌得主、2022年亚洲运动会女子团体铜牌得主。